# Paul Schwarz (Diplomat)

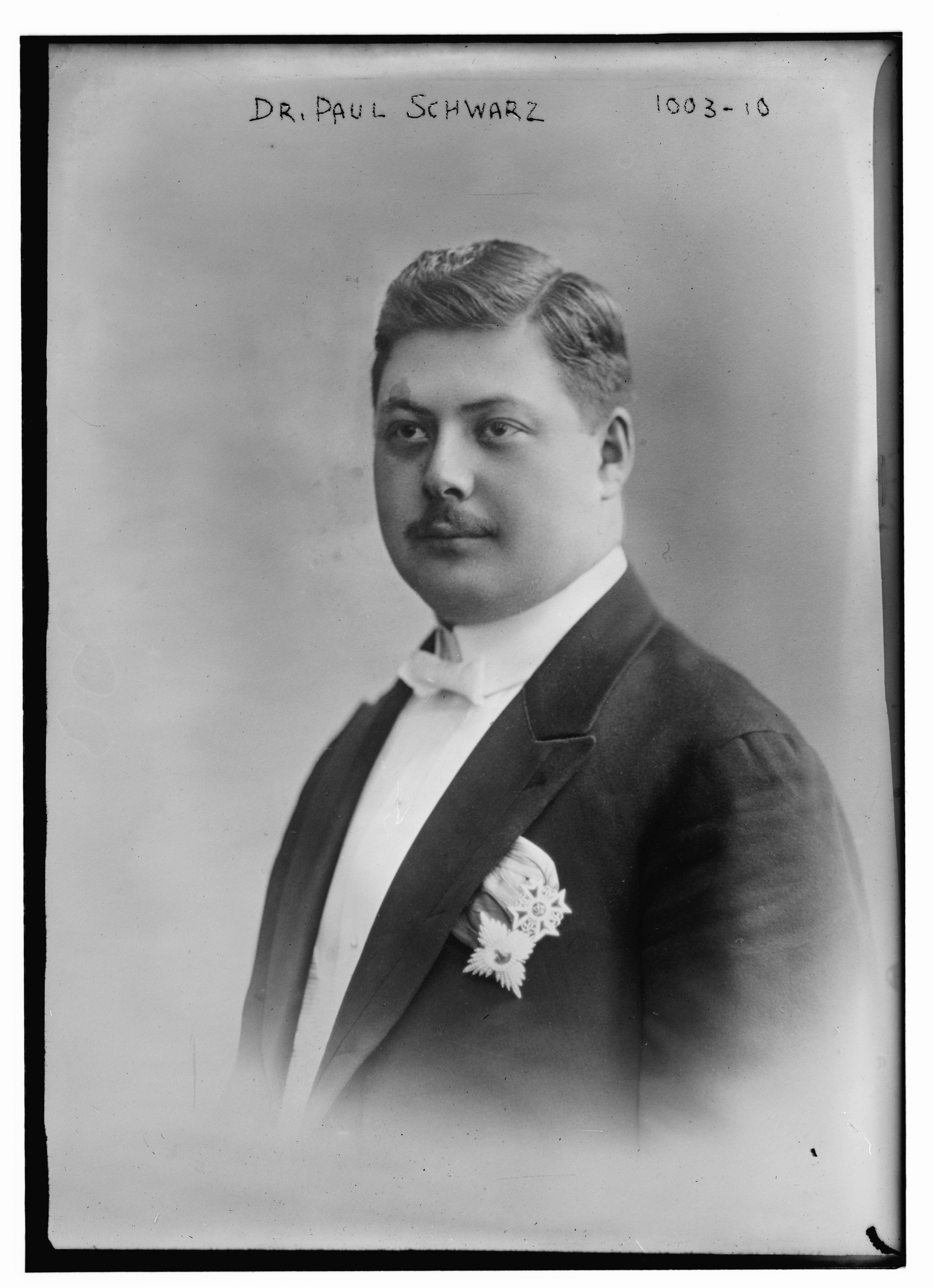
Paul Schwarz

Paul Schwarz (geboren 12. Juni 1882 in Mährisch-Ostrau, Österreich-Ungarn; gestorben 26. August 1951 in Bonn) war ein deutscher Diplomat.

## Leben
Paul Schwarz war ein Sohn des Schulrats Alois Schwarz und dessen Ehefrau Hedwig, geb. Neumann. Nachdem er eine Realschule in seiner Heimatstadt besuchte, erwarb er das Reifezeugnis und studierte in Brünn, Leipzig und Berlin die Naturwissenschaften. Im Dezember 1903 wurde er zum Dr. phil. promoviert und nahm anschließend eine Anstellung bei der chemischen Erdölindustrie an. Nachfolgend arbeitete Schwarz als technischer Fachjournalist und war Herausgeber der Petroleum Zeitschrift.
Nach Beginn des Ersten Weltkriegs wandte sich Paul Schwarz an das Auswärtige Amt mit einem Vorschlag, die Rohstoffversorgung Russlands mit Öl zu verhindern. Dies wollte er durch die Sprengung von Förderanlagen am Kaspischen Meer vollbringen. Zur Tarnung dieser Pläne wurde Dr. Schwarz im Oktober 1914 zum kommissarischen Leiter des deutschen Konsulats in Erzurum bestellt. Max Erwin von Scheubner-Richter wurde im November 1914 durch den Legationsrat Otto Günther von Wesendonk (1885–1933), der für die Vorbereitung solcher Projekte im Auswärtigen Amt verantwortlich war, als sein Partner ausgewählt. Paul Schwarz wurde Zeuge des armenischen Völkermordes durch das osmanische Reich.
Nach anschließender zweijähriger Tätigkeit für die Zentral-Einkaufsgenossenschaft in Budapest trat er im März 1917 ins Auswärtige Amt ein, wo er in der Nachrichtenabteilung als Lektor für die Presse der Balkanstaaten eingesetzt wurde. 1918 wurde er Vizekonsul beim deutschen Konsulat in Prag. Nach Kriegsende wurde Schwarz aufgrund des Spionageverdachts von der tschechoslowakischen Regierung kurze Zeit inhaftiert.
Ab August 1919 leitete er den Nachrichtendienst beim Reichskommissar für die Überwachung der öffentlichen Ordnung. Bald darauf kehrte er ins Auswärtige Amt zurück und legte am 4. Juli 1923 die diplomatisch-konsularische Prüfung ab. In den Jahren 1929 bis 1933 wirkte er als Konsul in New York, wo er noch zuletzt als Generalkonsul verwendet wurde. Nach der Machtergreifung der Nationalsozialisten wurde Paul Schwarz am 29. April 1933 aus dem Amt verdrängt und flüchtete nach New York, wo er Mitarbeiter der New Yorker Staatszeitung und Herold wurde. Anschließend wurde er als Berater für Emigrationsgelegenheiten im amerikanischen Justizministerium verwendet. Im November 1941 wurde er von den Nationalsozialisten ausgebürgert. Im August 1951 kehrte Paul Schwarz nach Deutschland zurück, wo er im selben Monat auch verstarb. Posthum wurde er im August 1952 zum Generalkonsul II. Klasse a. D. befördert.

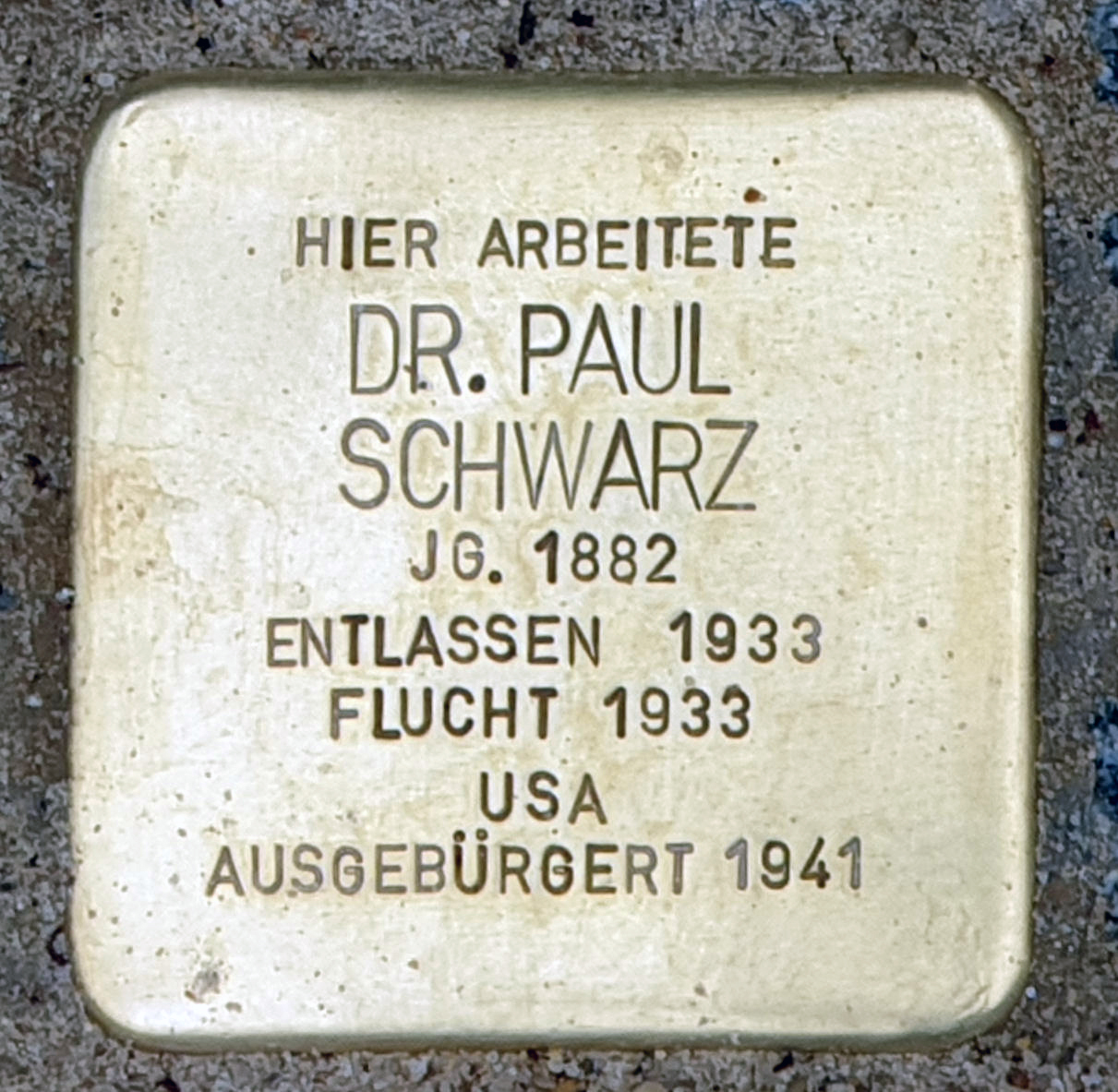
Stolperstein

Am 9. November 2021 wurde an der Wilhelmstraße 92 in Berlin-Mitte ein Stolperstein für ihn verlegt.

## Schriften
- This man Ribbentrop, his life and times. Julian Messner, 1943.